# Condado de Franklin (Illinois)
El condado de Franklin es un condado estadounidense, situado en el estado de Illinois. Según el censo de los Estados Unidos de 2000, la población es de 21 802 habitantes. La cabecera del condado es Benton.

## Geografía
Según la Oficina del Censo de los Estados Unidos, el condado tiene un área total de 1117 km² (431 mi²). De éstas 1067 km² (412 mi²) son de tierra y 50 km² (19 mi²) son de agua.

### Colindancias
- Condado de Jefferson - norte
- Condado de Hamilton - este
- Condado de Saline - sureste
- Condado de Williamson - sur
- Condado de Jackson - suroeste
- Condado de Perry - oeste

## Historia
El Condado de Franklin se separó de los condados de white y Gallatin en 1818. Su nombre es en honor de Benjamin Franklin.

## Ciudades y pueblos
| - Benton - Buckner - Cristopher - Ewing - Freeman Spur | - Hanaford - Macedonia - North City - Orient - Royalton | - Sesser - Thompsonville - Valier - West City - West Frankfort | - Zeigler |